# Retrato de niña
El Retrato de niña es un óleo sobre tabla realizado por el pintor peruano Daniel Hernández Morillo entre 1875-1932. Sus dimensiones son 325 x 410 mm, considerado un arte moderno impresionista. El cuadro actualmente se encuentra en la colección del Museo Nacional de Bellas Artes de Argentina.